# Kryterium Raabego
Kryterium Raabego – kryterium zbieżności szeregów liczbowych o wyrazach dodatnich opublikowane w 1832 przez szwajcarskiego matematyka, Josepha Ludwiga Raabego. W 1834 Raabe opublikował wersję uogólnioną kryterium.

## Kryterium
Niech dany będzie szereg
|  |  | {\displaystyle \sum _{k=1}^{\infty }a_{k}} |  | (A) |

o wyrazach dodatnich oraz niech
{\displaystyle R_{n}=n\cdot \left({\frac {a_{n}}{a_{n+1}}}-1\right)\qquad (n\in \mathbb {N} ).}
- Jeżeli dla dostatecznie dużych {\displaystyle n} oraz pewnego {\displaystyle r>1} spełniona jest nierówność

{\displaystyle R_{n}\geqslant r,}
to szereg (A) jest zbieżny.
- Jeżeli zaś dla dostatecznie dużych {\displaystyle n} spełniona jest nierówność

{\displaystyle R_{n}\leqslant 1,}
to szereg (A) rozbieżny.
Kryterium Raabego można wypowiedzieć w sposób bardziej zwięzły.
- Jeżeli

{\displaystyle \liminf _{n\to \infty }R_{n}>1,}
to szereg (A) jest zbieżny.
- Jeżeli dla prawie wszystkich {\displaystyle n} zachodzi

{\displaystyle R_{n}\leqslant 1,}
to szereg (A) jest rozbieżny.

### Wersja graniczna kryterium Raabego
Spotykana jest też następująca graniczna, słabsza wersja kryterium Raabego nazywana wersją graniczną bądź limesową:
Jeżeli granica
{\displaystyle R=\lim _{n\to \infty }R_{n}}
istnieje, to
- szereg (A) jest zbieżny, gdy {\displaystyle R>1} oraz
- szereg (A) jest rozbieżny, gdy {\displaystyle R<1}[6].

## Przykład zastosowania
Niech {\displaystyle x>0} będzie liczbą rzeczywistą oraz niech dany będzie szereg
{\displaystyle \sum _{n=1}^{\infty }{\frac {n!}{(x+1)\cdot (x+2)\cdot \ldots \cdot (x+n)}}.}
Wówczas
{\displaystyle R_{n}=x\cdot {\frac {n}{n+1}},}
skąd
{\displaystyle R=\lim _{n\to \infty }R_{n}=x,}
a więc z kryterium Raabego (w wersji granicznej) rozważany szereg jest zbieżny, gdy {\displaystyle x>1} oraz rozbieżny gdy {\displaystyle x<1.} W przypadku {\displaystyle x=1} rozważany szereg to (rozbieżny) szereg harmoniczny.

### Szereg harmoniczny
W przypadku szeregu harmonicznego
{\displaystyle \sum _{n=1}^{\infty }{\frac {1}{n}}}
dla wszystkich liczb naturalnych {\displaystyle n} mamy
{\displaystyle R_{n}=n\cdot \left({\frac {a_{n}}{a_{n+1}}}-1\right)=n\cdot \left({\frac {n+1}{n}}-1\right)=1,}
więc kryterium Raabego potwierdza rozbieżność tego szeregu. Sama rozbieżność szeregu harmonicznego jest jednak wykorzystywana w dowodzie kryterium (zob. Dowód).

## Przypadek, w którym kryterium nie rozstrzyga
Jeśli ciąg {\displaystyle (R_{n})} maleje do {\displaystyle 1,} to kryterium Raabego nie rozstrzyga o zbieżności. Istotnie, dla szeregu
{\displaystyle \sum _{n=1}^{\infty }{\frac {1}{n\cdot \ln ^{2}n}}}
ciąg
{\displaystyle R_{n}=n\cdot \left({\frac {a_{n}}{a_{n+1}}}-1\right)=n\cdot \left({\frac {(n+1)\ln ^{2}(n+1)}{n\ln ^{2}n}}-1\right)}
jest ciągiem malejącym do {\displaystyle 1.} Ale na mocy kryterium Jermakowa szereg jest zbieżny.
Z drugiej strony dla szeregu
{\displaystyle \sum _{n=1}^{\infty }{\frac {4^{n-1}\cdot [(n-1)!]^{2}}{[(2n-1)!!]^{2}}},}
ciąg
{\displaystyle R_{n}=1+{\frac {1}{4n}}\to 1^{+}}
maleje do {\displaystyle 1.} Ale na mocy kryterium Schlömilcha szereg ten jest rozbieżny.
Przykłady te pokazują, że twierdzeniu nie można warunku
Jeżeli dla dostatecznie dużych {\displaystyle n} oraz pewnego {\displaystyle r>1} spełniona jest nierówność {\displaystyle R_{n}>r}
zastąpić warunkiem
Jeżeli dla dostatecznie dużych {\displaystyle n} spełniona jest nierówność {\displaystyle R_{n}>1.}
Inaczej mówiąc, dla dostatecznie dużych {\displaystyle n} zbiór elementów ciągu {\displaystyle (R_{n})} musi być izolowany od liczby {\displaystyle 1.}

## Porównanie wersji kryterium
Niech dany będzie szereg
{\displaystyle \sum _{n=1}^{\infty }{\frac {(n!)^{2}}{1\cdot 3\cdot 7\cdot 13\cdot \ldots \cdot (n^{2}+n+1)}}.}
W tym przypadku
{\displaystyle R_{n}=n\cdot \left({\frac {n^{2}+3n+3}{n^{2}+2n+1}}-1\right)={\frac {n^{2}+2n}{n^{2}+2n+1}},}
a stąd
{\displaystyle R=\lim _{n\to \infty }R_{n}=1,}
tj. wersja graniczna kryterium Raabego nie rozstrzyga o zbieżności. Z drugiej jednak strony, dla wszystkich {\displaystyle n} zachodzi
{\displaystyle R_{n}<1,}
a więc na mocy (oryginalnego) kryterium Raabego rozważany szereg jest rozbieżny. Przykład ten pokazuje, że wersja graniczna kryterium Raabego jest słabsza od oryginalnej.

## Dowód
Idea dowodu kryterium Raabego polega na porównywaniu danego szeregu z szeregiem harmonicznym
{\displaystyle \sum _{n=1}^{\infty }{\frac {1}{n^{s}}},}
który jest zbieżny dla {\displaystyle s>1} oraz rozbieżny dla {\displaystyle s=1}.
Niech dla szeregu (A) zachodzi {\displaystyle R_{n}\geqslant r} dla pewnego {\displaystyle r>1} i dostatecznie dużych {\displaystyle n.} Stąd także
{\displaystyle {\frac {a_{n}}{a_{n+1}}}\geqslant 1+{\frac {r}{n}}.}
Niech {\displaystyle s} będzie dowolną liczbą spełniającą {\displaystyle 1<s<r.} Z uwagi na to, że
{\displaystyle \lim _{n\to \infty }{\frac {(1+{\tfrac {1}{n}})^{s}-1}{\tfrac {1}{n}}}=s,}
dla dostatecznie dużych {\displaystyle n} spełniona jest nierówność
{\displaystyle {\frac {(1+{\tfrac {1}{n}})^{s}-1}{\tfrac {1}{n}}}<r,}
tj.
{\displaystyle \left(1+{\tfrac {1}{n}}\right)^{s}<1+{\tfrac {r}{n}}.}
Oznacza to, że
{\displaystyle {\frac {a_{n}}{a_{n+1}}}>\left(1+{\tfrac {1}{n}}\right)^{s},}
czyli
{\displaystyle {\frac {a_{n+1}}{a_{n}}}<\left({\frac {n}{n+1}}\right)^{s}={\frac {\tfrac {1}{(n+1)^{s}}}{\tfrac {1}{n^{s}}}}.}
Po prawej stronie powyższej nierówności występuje stosunek kolejnych wyrazów zbieżnego szeregu harmonicznego {\displaystyle (s>1),} a więc na mocy kryterium porównawczego wyjściowy szereg jest zbieżny.
W przypadku, gdy od pewnego wyrazu zachodzi nierówność {\displaystyle R_{n}\leqslant 1,} to zachodzi także nierówność
{\displaystyle {\frac {a_{n+1}}{a_{n}}}\geqslant {\frac {n}{n+1}}={\frac {\tfrac {1}{n+1}}{\tfrac {1}{n}}},}
więc na mocy kryterium porównawczego wyjściowy szereg jest rozbieżny, gdyż po prawej stronie powyższej nierówności występuje stosunek kolejnych wyrazów rozbieżnego szeregu harmonicznego {\displaystyle (s=1).}

### Dowód w oparciu o kryterium Kummera
Z rozbieżności szeregu harmonicznego wynika, że ciąg {\displaystyle c_{n}=n} spełnia założenia kryterium Kummera. Wówczas
{\displaystyle K_{n}=n\cdot {\frac {a_{n}}{a_{n+1}}}-(n+1)=R_{n}-1,}
gdzie {\displaystyle K_{n}} jest takie jak w wypowiedzi kryterium Kummera. Wynika stąd bezpośrednio kryterium Raabego.

## Kryterium Raabego według Knoppa
Knopp w swojej monografii podaje następującą wersję kryterium Raabego dla szeregu (A). Niech
{\displaystyle {\widehat {R}}_{n}=n\cdot \left(1-{\frac {a_{n+1}}{a_{n}}}\right)\qquad (n\in \mathbb {N} ).}
- Jeżeli

{\displaystyle \liminf _{n\to \infty }{\widehat {R}}_{n}>1}
to szereg (A) jest zbieżny.
- Jeżeli dla prawie wszystkich {\displaystyle n,} {\displaystyle R_{n}\leqslant 1,} to szereg (A) jest rozbieżny.

Kryteria te jednak nie są równoważne. Istotnie, w przypadku szeregu
{\displaystyle \sum _{n=1}^{\infty }{\frac {(n-1)!\cdot n!\cdot 4^{n}}{(2n)!\cdot {\sqrt {n}}}}}
ciąg
{\displaystyle R_{n}=1+{\frac {1}{8n}}+o\left({\frac {1}{n^{2}}}\right)}
maleje do 1, a więc oryginalne kryterium Raabego nie rozstrzyga zbieżności. Z drugiej jednak strony,
{\displaystyle {\widehat {R}}_{n}=1-{\frac {3}{8n}}+o\left({\frac {1}{n^{2}}}\right)}
rośnie do 1, a więc na mocy kryterium Raabego w wersji Knoppa, rozważany szereg jest rozbieżny.

## Porównanie z kryterium d’Alemberta
Kryterium Raabego jest mocniejsze od kryterium d’Alemberta w następującym sensie. Jeżeli istnieje granica
{\displaystyle D=\lim _{n\to \infty }{\frac {a_{n+1}}{a_{n}}}}
i jest ona różna od {\displaystyle 1,} to granica {\displaystyle R} ciągu {\displaystyle (R_{n})} również istnieje oraz
- {\displaystyle R=\infty ,} gdy {\displaystyle D<1,}
- {\displaystyle R=-\infty ,} gdy {\displaystyle D>1.}

Oznacza to, że jeżeli kryterium d’Alemberta rozstrzyga zbieżność danego szeregu o wyrazach nieujemnych, to tym bardziej rozstrzyga ją kryterium Raabego. Przykładem szeregu, którego zbieżność rozstrzyga kryterium Raabego, ale kryterium d’Alemberta już nie, jest
{\displaystyle 1+\sum _{n=1}^{\infty }{\frac {(2n-1)!!}{(2n)!!}}\cdot {\frac {1}{2n+1}},}
gdzie !! jest symbolem dwusilni. Istotnie, w tym przypadku
{\displaystyle D=\lim _{n\to \infty }{\frac {(2n-1)^{2}}{2n\cdot (2n+1)}}=1,}
a zatem kryterium d’Alemberta się nie rozstrzyga o zbieżności. Z drugiej jednak strony
{\displaystyle R_{n}=n\cdot \left({\frac {2n\cdot (2n+1)}{(2n-1)^{2}}}-1\right)={\frac {(6n-1)n}{(2n-1)^{2}}}.}
Ponieważ
{\displaystyle \lim _{n\to \infty }R_{n}={\frac {3}{2}}>1,}
z kryterium Raabego wynika zbieżność rzeczonego szeregu.

## Porównanie z kryterium Schlömilcha
Kryterium Schlömilcha rozstrzyga o zbieżności szeregu (A) wtedy i tylko wtedy, gdy o zbieżności (A) rozstrzyga kryterium Raabego. Nie jest tak w przypadku stwierdzaniu rozbieżności szeregów.
Niech dany będzie szereg
{\displaystyle \sum _{n=1}^{\infty }{\frac {4^{n-1}[(n-1)!]^{2}}{[(2n-1)!!]^{2}}}.}
Wówczas
{\displaystyle R_{n}=1+{\frac {1}{4n}}\to 1^{+},}
tj. ciąg {\displaystyle (R_{n})} maleje do {\displaystyle 1,} a więc kryterium Raabego nie rozstrzyga. Z drugiej jednak strony
{\displaystyle S_{n}=n\cdot \ln \left(1+{\frac {1}{n}}+{\frac {1}{4n^{2}}}\right)<1}
dla dostatecznie dużych {\displaystyle n} (zob. sformułowanie kryterium Schlömilcha), a więc rozważany szereg jest rozbieżny.